# توني بورغس
توني بورغس (بالإنجليزية: Tony Burgess)‏ (7 سبتمبر 1959، تورونتو في كندا)؛ كاتب سيناريو وروائي كندي.

## روابط خارجية
- توني بورغس على موقع IMDb (الإنجليزية)
- توني بورغس على موقع ألو سيني (الفرنسية)
- توني بورغس على موقع أول موفي (الإنجليزية)
- توني بورغس على موقع قاعدة بيانات الفيلم (الإنجليزية)